# Tsars de Noël
Le rite des Tsars de Kalyady (Tsars de Noël) est célébré pour le Nouvel An orthodoxe dans le village de Semezhava (be) (1 252 habitants) de la région de Minsk en Biélorussie. « Le rite des Tsars de Kalyady (Tsars de Noël) » a été inscrit en 2009 par l'UNESCO sur la liste du patrimoine immatériel nécessitant une sauvegarde urgente
car la transmission des connaissances pourrait s’arrêter entre les habitants les plus âgés et les jeunes générations pour qui la tradition est moins populaire.

## Histoire
Les racines historiques des célébrations du Kalyady (en) remontent à l’époque pré-chrétienne où la religion païenne dominait sur les territoires de l'actuelle Biélorussie. À l’époque, la nouvelle année était célébrée par un grand carnaval masqué et des visites chez les habitants. Le rite des Tsars de Noël a fait son apparition à Semezhava à la fin du XVIIe siècle et début du XVIIIe siècle et a été accompli activement jusqu’en 1960, puis a été accompli seulement de façon irrégulière. En 1980, un groupe de jeunes gens et des témoins locaux des anciens rites ont rétabli la célébration annuelle.

## Description
Environ 500 hommes participent chaque année à l’événement lors du Nouvel An orthodoxe du calendrier julien entre le 13 et le 14 janvier.
Sept hommes sont choisis pour jouer les rôles des Tsars de Kalyady dans la pièce historique et religieuse traditionnelle « Le tsar Maximilien (en) ».
L'intrigue était connue dans les campagnes biélorusses depuis le XVIIe siècle et très populaire en Russie européenne du XVIIIe siècle au début du XXe siècle. Elle reposait à l'origine sur la confrontation entre le Tsar Maximilien, défenseur du paganisme, et son fils Adolf, chrétien fidèle, mais a inclus ensuite d'autres événements plus modernes. Cette comédie peut être représentée en n'importe quelle saison. La spécificité du rite des Tsars de Kalyady est de conjuguer la représentation de cette comédie et le carnaval traditionnel biélorusse du Nouvel An. 
Les sept « tsars » portent une chemise blanche, un pantalon blanc, la ceinture traditionnelle de Semezhava ornée de motifs géométriques, des bottes noires et de hauts chapeaux en papier d’où pendent des rubans en papier multicolores.
Deux personnages comiques supplémentaires, le dzad (vieillard) et la baba (vieille femme) dialoguent avec le public. Au cours de la pièce, les « tsars » se rendent d'abord chez les jeunes filles non mariées du village puis dans les autres maisons afin de jouer une saynète comique, de souhaiter la bonne année et de recevoir ensuite une récompense. La procession se poursuit pendant la nuit à la lueur des torches.